# Престон-Потер Холоу (Њујорк)
Престон-Потер Холоу (енгл. Preston-Potter Hollow) насељено је место без административног статуса у америчкој савезној држави Њујорк.

## Демографија
По попису из 2010. године број становника је 366, што је 8 (-2,1%) становника мање него 2000. године.
| Група             | 2000.       | 2010.       |
| Белци             | 353 (94,4%) | 352 (96,2%) |
| Афроамериканци    | 13 (3,5%)   | 5 (1,4%)    |
| Азијати           | 1 (0,3%)    | 1 (0,3%)    |
| Хиспаноамериканци | 1 (0,3%)    | 3 (0,8%)    |
| Укупно            | 374         | 366         |